# Пангасинанский язык
Пангасинанский язык (самоназвание: salitan Pangasinan, а носители соседних языков называют его (презрительно) Panggalatok) относится к малайско-полинезийской ветви австронезийской семьи. Носителями пангасинанского языка являются более 2 млн пангасинанцев, проживающих в провинции Пангасинан (запад о. Лусон), где он является основным обиходным и официальным языком, и в других пангасинанских общинах Филиппин. Язык также используется пангасинанскими иммигрантами, которые проживают в штатах Вашингтон, Гавайи, Калифорния и Огайо в США.
По морфологии пангасинанский язык является агглютинативным.
Слово Pangasinan означает «земля соли» или «место, где производят соль»; оно происходит от корня asin (соль) на пангасинанском языке.

## Статус
Несмотря на распространение английского и испанского языка, пангасинанская литература развивалась многие столетия и процветала даже в период господства американцев на Филиппинах. Однако в настоящее время язык приходит в упадок. Многие пангасинанцы владеют также английским и тагальским языками, нередко также илокано (соседним языком).

## Грамматика

### Письменность
В средние века для пангасинанского языка использовалась собственная письменность, родственная письму байбайин.
Латинский алфавит был введен во время испанского колониального правления. В колониальный период пангасинанская литература первоначально пользовалась обоими алфавитами, постепенно байбайин вышел из употребления.
Современный пангасинанский алфавит состоит из 27 букв, из которых 26 — латинские, плюс дополнительная пангасинанская буква для звука NG:
| Заглавные буквы |   |   |   |   |   |   |   |   |   |   |   |   |   |    |   |   |   |   |   |   |   |   |   |   |   |   |
| A               | B | C | D | E | F | G | H | I | J | K | L | M | N | NG | O | P | Q | R | S | T | U | V | W | X | Y | Z |
| Строчные буквы  |   |   |   |   |   |   |   |   |   |   |   |   |   |    |   |   |   |   |   |   |   |   |   |   |   |   |
| a               | b | c | d | e | f | g | h | i | j | k | l | m | n | ng | o | p | q | r | s | t | u | v | w | x | y | z |

### Фонология
Традиционно пангасинанский язык насчитывает 15 согласных: p, t, k, b, d, g, m, n, ng, s, h, w, l, r и y.
Имеется 5 гласных: a, e, i, o, и u.
Пангасинанский — один из тех филиппинских языков, где отсутствует аллофон [ɾ]-[d]. Современный пангасинанский язык заимствовал из испанского следующие 7 согласных: c, f, j, q, v, x, и z.

### Синтаксис
Как и в прочих малайско-полинезийских языках, порядок слов в пангасинанском — VSO.

### Местоимения

#### Личные
|                                     | Абсолютив независимый | Абсолютив энклитика | Эргатив | Косвенный падеж |
| ----------------------------------- | --------------------- | ------------------- | ------- | --------------- |
| 1-е лицо ед.ч.                      | siák                  | ak                  | -k(o)   | ed siak         |
| 1-е лицо дв.ч.                      | sikatá                | ita, ta             | -ta     | ed sikata       |
| 2-е лицо ед.ч.                      | siká                  | ka                  | -m(o)   | ed sika         |
| 3-е лицо ед.ч.                      | sikató                | — , -a              | to      | ed sikato       |
| 1-е лицо мн.ч. инклюзив (с тобой)   | sikatayó              | itayo, tayo         | -tayo   | ed sikatayo     |
| 1-е лицо мн.ч. эксклюзив (без тебя) | sikamí                | kamí                | mi      | ed sikami       |
| 2-е лицо мн.ч.                      | sikayó                | kayó                | yo      | ed sikayo       |
| 3-е лицо мн.ч.                      | sikara                | ira, ra             | da      | ed sikara       |

### Аффиксы
a:-UM-
MAKAN-, AKAN-
PINAGKA-
INKA-
KA
KA-AN
-AN
SAN-
SANKA-
SANKA-AN
MA-
MAY-
MAY-EN
MANKA-, ANKA-, MANGA-
-IN-
KI-AN
INKI-
KI-
NA-AN, A-AN
NI-AN
EN-
-IN-
I-
I-AN
IN-
INY-
IN-AN

### Числительные
Перечень числительных на трёх филиппинских языках: тагалог , илокано и пангасинанском.
| Числительное | Тагалог | Илокано   | Пангасинанский   |
| ------------ | ------- | --------- | ---------------- |
| 1            | isa     | maysa     | sakey, isa       |
| 2            | dalawa  | dua       | duara, dua       |
| 3            | tatlo   | tallo     | talora, talo     |
| 4            | apat    | uppat     | apatira, apat    |
| 5            | lima    | lima      | limara, lima     |
| 6            | anim    | innem     | anemira, anem    |
| 7            | pito    | pito      | pitora, pito     |
| 8            | walo    | walo      | walora, walo     |
| 9            | siyam   | siam      | siamira, siam    |
| 10           | sampu   | sangapulo | sanplora, sanplo |

Количественные числительные:
| Пангасинанский                                        | Русский             |
| ----------------------------------------------------- | ------------------- |
| isa, sakey, san-                                      | один                |
| dua, dua’ra (dua ira)                                 | два                 |
| talo -tlo, talo’ra (talo ira)                         | три                 |
| apat, -pat, apatira (apat ira)                        | четыре              |
| lima, lima’ra (lima ira)                              | пять                |
| anem, -nem, anemira (anem ira)                        | шесть               |
| pito, pito’ra (pito ira)                              | семь                |
| walo, walo’ra (walo ira)                              | восемь              |
| siam, siamira (siam ira)                              | девять              |
| polo, sanplo (isa’n polo), sanplo’ra (isa’n polo ira) | десять              |
| lasus, sanlasus (isa’n lasus)                         | сотни, сто          |
| libo, sanlibo (isa’n libo)                            | тысячи, одна тысяча |
| laksa, sanlaksa (isa’n laksa), sakey a laksa          | десять тысяч        |

Порядковые числительные образуются при помощи префикса KUMA- (KA- plus infix -UM). Пример: kumadua, второй.
Ассоциативные числительные образуются при помощи префикса KA-. Пример: katlo, третий в группе из трёх.
Дроби образуются префиксом KA- и ассоциативным числительным. Пример: kakatlo, третья часть.
Множительные порядковые числительные образуются добавлением префикса PI- к количественному числительному от 2 до 4, или PIN- для прочих числительных, кроме 1, от которого образование происходит супплетивно. Пример: kasia, первый раз; pidua, второй раз; pinlima, пятый раз.
Множительные количественные числительные образуются добавлением префикса MAN- (MAMI- или MAMIN- для настоящего или будущего времени, и AMI- или AMIN- для прошедшего времени) к соответствующему множительному порядковому числительному. Пример: aminsan, один раз; amidua, дважды; mamitlo, трижды.
Дистрибутивные количественные числительные образуются при помощи префиксов SAN-, TAG- или TUNGGAL и количественного числительного. Пример: sansakey, каждый (один); sanderua, каждый из двух.
Дистрибутивные множительные числительные образуются при помощи префиксов MAGSI-, TUNGGAL или BALANGSAKEY и множительного количественного числительного. Пример: tunggal pamidua, «оба по два»; magsi-pamidua, «оба по два».

## Лексика

### Заимствования
Большинство заимствований — из испанского языка со времён испанского колониального владычества, которое продолжалось на Филиппинах более 300 лет. Примеры: lugar (место), poder (власть, забота), kontra (против), berde (от verde, зелёный), espiritu (дух), santo (святой).

### Список Сводешана пангасинанском языке
1. я — siak, ak
2. ты — sika, ka
3. он — sikato (he/she), to
4. мы — sikami, kami, mi, sikatayo, tayo, sikata, ta
5. вы — sikayo, kayo, yo
6. они — sikara, ra
7. это — aya
8. то — aman, atan
9. здесь — dia
10. там — diman, ditan
11. кто — siopa, opa, si
12. что — anto, a
13. где — iner
14. когда — kapigan, pigan
15. как — pano, panon
16. не — ag, andi, aleg, aliwa
17. все — amin
18. много — amayamay, dakel
19. несколько — pigara
20. мало — daiset
21. другой — arom
22. один — isa, sakey
23. два — dua, duara
24. три — talo, talora
25. четыре — apat, apatira
26. пять — lima, limara
27. большой — baleg
28. длинный — andokey
29. широкий — maawang, malapar
30. толстый — makapal
31. тяжёлый — ambelat
32. маленький — melag, melanting, tingot, daiset
33. короткий — melag, melanting, tingot, antikey, kulang, abeba
34. узкий — mainget
35. тонкий — mabeng, maimpis
36. женщина — bii
37. мужчина — laki, bolog
38. человек — too
39. ребёнок — ogaw, anak
40. жена — asawa, kaamong, akolaw
41. муж — asawa, kaamong, masiken
42. мать — ina
43. отец — ama
44. животное — ayep
45. рыба — sira
46. птица — manok, siwsiw, billit
47. собака — aso
48. вошь — kuto
49. змея — oleg
50. червь — biges, alumbayar
51. дерево — kiew, tanem
52. лес — kakiewan, katakelan
53. палка — bislak, sanga
54. фрукт — bunga
55. семя — bokel
56. лист — bulong
57. корень — lamot
58. лаять — obak
59. цветок — bulaklak
60. трава — dika
61. верёвка — singer, lubir
62. кожа — baog, katat
63. мясо — laman
64. кровь — dala
65. кость — pokel
66. жир — mataba, taba
67. яйцо — iknol
68. рог — saklor
69. хвост — ikol
70. перо — bago
71. волос — buek
72. голова — ulo
73. ухо — layag
74. глаз — mata
75. нос — eleng
76. рот — sangi
77. зуб — ngipen
78. язык — dila
79. ноготь (на руке) — kuko
80. ступня — sali
81. нога — bikking
82. колено — pueg
83. рука (кисть) — lima
84. крыло — payak
85. живот — eges
86. потроха — pait
87. шея — beklew
88. спина — beneg
89. грудь — pagew, suso
90. сердце — puso
91. печень — altey
92. пить — inom
93. есть — mangan, akan, kamot
94. кусать — ketket
95. сосать — supsup, suso
96. плевать — lutda
97. рвать (тошнить) — uta
98. дуть — sibok
99. дышать — engas, ingas, dongap, linawa
100. смеяться — elek
101. видеть — nengneng
102. слышать — dengel
103. знать — amta, kabat
104. думать — isip, nonot
105. пахнуть — angob, amoy
106. бояться — takot
107. спать — ogip
108. жить — bilay
109. умереть — onpatey, patey
110. убить — manpatey, patey
111. бороться — laban, kolkol, bakal
112. охотиться — managnop, anop, manpana, pana, manpaltog, paltog
113. бить — tira, nakna, pekpek
114. резать — tegteg, sugat
115. расщепить — pisag, puter
116. зарезать — saksak, doyok
117. скрести — gugo, gorgor
118. копать — kotkot
119. плавать — langoy
120. лететь — tekyab
121. ходить — akar
122. приходить — gala, gali, onsabi, sabi
123. лежать — dokol
124. сидеть — yorong
125. стоять — alagey
126. повернуться — liko, telek
127. падать — pelag
128. дать — iter, itdan
129. держать — benben
130. сжать — pespes
131. тереть — kuskos, gorgor
132. мыть — oras
133. вытереть — punas
134. тащить — goyor
135. толкать — tolak
136. бросить — topak
137. связать — singer
138. пришить — dait
139. считать — bilang
140. сказать — ibaga
141. петь — togtog
142. играть — galaw
143. плавать — letaw
144. течь — agos
145. замёрзнуть — kigtel
146. пухнуть — larag
147. солнце — agew, banua, ugto (noon)
148. луна — bulan
149. звезда — bitewen
150. вода — danum
151. дождь — uran
152. река — ilog, kalayan
153. озеро — ilog, look
154. море — dayat
155. соль — asin
156. камень — bato
157. песок — buer
158. пыль — dabok
159. земля — dalin
160. туча — lorem
161. туман — kelpa
162. небо — tawen
163. ветер — dagem
164. снег — linew
165. лёд — pakigtel
166. дым — asiwek, asewek
167. огонь — apoy, pool, dalang, sinit
168. пепел — dapol
169. гореть — pool
170. дорога — dalan, basbas
171. гора — palandey
172. красный — ambalanga
173. зелёный — ampasiseng, pasiseng, maeta, eta
174. жёлтый — duyaw
175. белый — amputi, puti
176. чёрный — andeket, deket
177. ночь — labi
178. день — agew
179. год — taon
180. тёплый — ampetang, petang
181. холодный — ambetel, betel
182. полный — naksel, napno
183. новый — balo
184. старый — daan
185. хороший — duga, maong, abig
186. плохой — aliwa, mauges
187. гнилой — abolok, bolok
188. грязный — maringot, dingot, marutak, dutak
189. прямой — maptek, petek
190. круглый — malimpek, limpek
191. острый — matdem, tarem
192. тупой — mangmang, epel
193. гладкий — patad
194. влажный — ambasa, basa
195. сухой — amaga, maga
196. правильный — duga, tua
197. около — asinger, abay
198. далеко — arawi, biek (other side)
199. правый — kawanan
200. левый — kawigi
201. у, на — ed
202. в — ed
203. с — iba
204. и — tan
205. если — no
206. поскольку — ta, lapu ed
207. имя — ngaran
208. никто — angapo
209. (там) есть, имеется — wala
210. что — anto

## Пангасинанская Википедия
Существует раздел Википедии на пангасинанском языке («Пангасинанская Википедия»), первая правка в нём была сделана в 2006 году. По состоянию на 10:38 (UTC) 16 июля 2025 года раздел содержит 2617 статей (общее число страниц — 6723); в нём зарегистрировано 9224 участника, один из них имеет статус администратора; 9 участников совершили какие-либо действия за последние 30 дней; общее число правок за время существования раздела составляет 78 957.